# Eremitu (gmina)
Eremitu – gmina w Rumunii, w okręgu Marusza. Obejmuje miejscowości Călugăreni, Câmpu Cetăți, Dămieni, Eremitu i Mătrici. W 2011 roku liczyła 3893 mieszkańców.